# Идряс-Теникеево
Идря́с-Тенике́ево (тат. Идрәс Тинки, Тинкә Идрис) — село в Апастовском районе Республики Татарстан, административный центр Ишеевского сельского поселения.

## История
В «Списке населенных мест по сведениям 1859 года», изданном в 1866 году, населённый пункт упомянут как казённая деревня Идряс-Тенишево (Теникеево) 2-го стана Тетюшского уезда Казанской губернии. Располагалась при речке Идряске, по левую сторону торгового тракта из Тетюш в Свияжск, в 25 верстах от уездного города Тетюши и в 35 верстах от становой квартиры во владельческом селе Знаменское (Чипчаги). В деревне в 61 дворе жили 330 человек (176 мужчин и 154 женщины). Была мечеть.

## Население
| 1782 | 1859 | 1897 | 1908 | 1920 | 1926 | 1938 | 1949 | 1958 | 1970 | 1979 | 1989 | 2002 | 2010 | 2015 |
| ---- | ---- | ---- | ---- | ---- | ---- | ---- | ---- | ---- | ---- | ---- | ---- | ---- | ---- | ---- |
| 86   | 330  | 705  | 743  | 799  | 573  | 545  | 398  | 342  | 314  | 302  | 211  | 191  | 168  | 161  |

Национальный состав села — татары.